# Nobuyuki Kato
Nobuyuki Kato (n. 2 ianuarie 1920) este un fost fotbalist japonez.

## Statistici
| Japonia | Japonia | Japonia |
| An      | Meciuri | Goluri  |
| ------- | ------- | ------- |
| 1951    | 1       | 0       |
| Total   | 1       | 0       |